# 京都府道7号京都宇治線

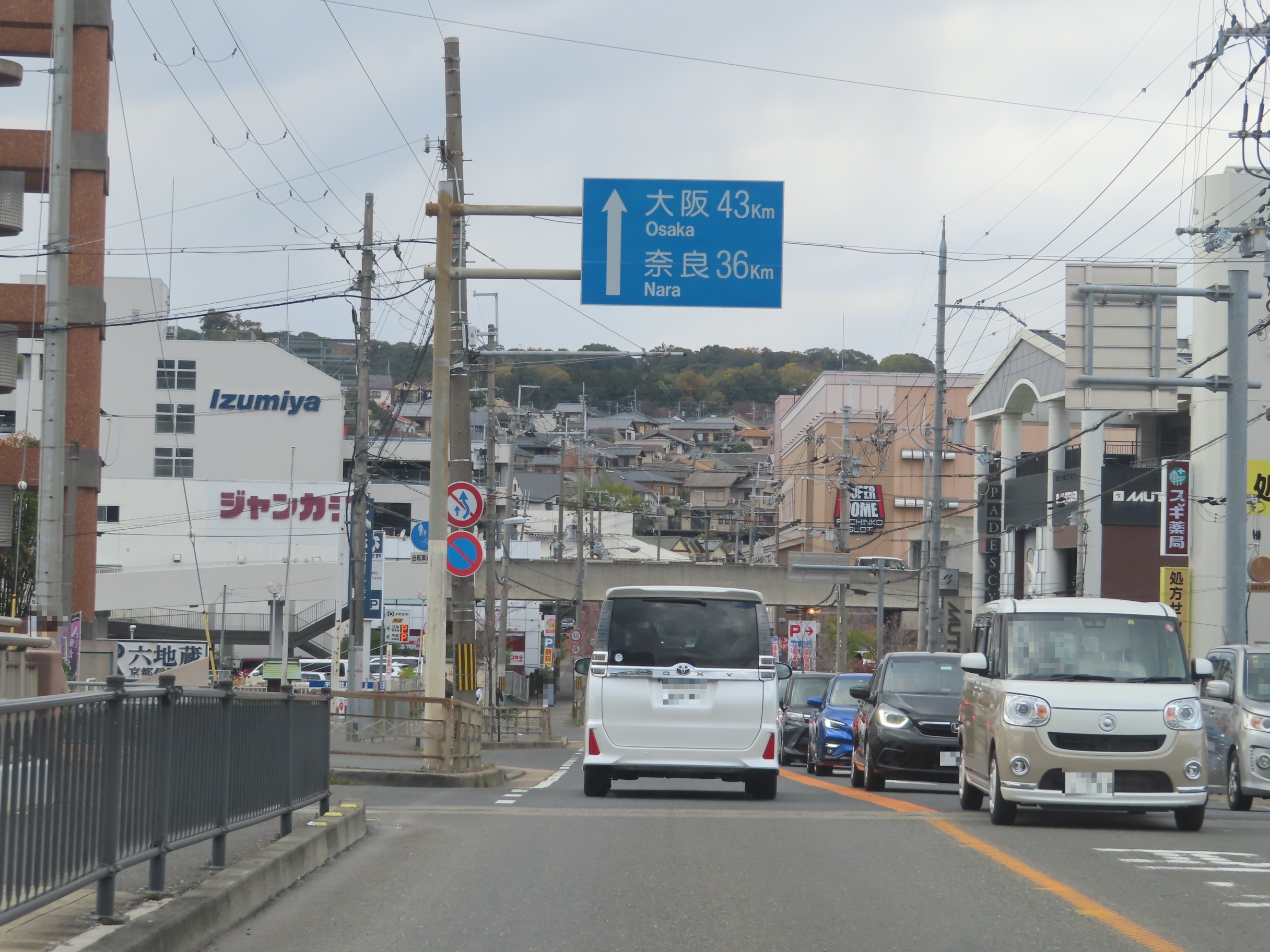
宇治市と京都市伏見区との境界となる新六地蔵橋。

京都府道7号京都宇治線（きょうとふどう7ごう きょうとうじせん）は、京都府京都市伏見区観月橋北詰交差点を起点に宇治市宇治橋西詰交差点に至る府道（主要地方道）である。

## 概要
別名は京都外環状線 - 宇治街道。古い時代から使われ続けた道路である。それゆえ、特に宇治市内の区間においては線形がやや複雑だったり、一応2車線道路となっているが車線の幅は狭い。歩道の幅も一部の区間では細く通行しにくいところがある。
深夜を除き交通量の多い道路で、通じて渋滞気味である。特に六地蔵奈良町交差点付近は徐々に改善されつつあるがスムーズに通れることはあまりない。
また、京阪宇治線に寄り添っている関係で、踏切と道路までの間隔が短い。特に黄檗門前踏切では、JR奈良線の線路と京阪宇治線の線路とがこの道路に密着しているため、踏切を渡ろうとする車両が現れると短時間のうちに混雑を起こす。そのため2017年に付近が拡幅され、踏切を渡る車両のための右左折レーンが新たに設置された。
京滋バイパス宇治東IC以南（宇治橋方面）は1990年代後期より拡幅工事が行われ、4車線化された。

### 路線データ
- 起点：京都市伏見区豊後橋町（観月橋北詰交差点、国道24号交点）
- 終点：宇治市宇治妙楽（宇治橋西詰交差点、京都府道3号大津南郷宇治線・京都府道15号宇治淀線交点）

## 歴史
- 1954年（昭和29年）1月20日 - 建設省（当時）が府道大津宇治線の一部等を京都宇治線（京都市 - 宇治市）として主要地方道に指定[2]。
- 1955年（昭和30年）10月18日 - 京都府が路線認定（整理番号 - 主要地方道7）。
- 1993年（平成5年）5月11日 - 建設省から、府道京都宇治線が京都宇治線として主要地方道に指定される[3]。

## 地理

### 通過する自治体
- 京都市（伏見区）
- 宇治市

### 交差する道路
- 国道24号 奈良街道・京都市道188号観月橋横大路線 京都外環状線（京都市伏見区豊後橋町・観月橋北詰交差点、起点）
- 京都府道128号六地蔵停車場線（京都市伏見区桃山町東町）
- 京都府道36号大津宇治線 旧奈良街道（宇治市六地蔵町並）
- 京都府道242号二尾木幡線（宇治市木幡正中）
- 京都府道243号木幡停車場線（宇治市木幡東中）
- 京都府道244号万福寺線（宇治市五ケ庄芝ノ東）
- 京都府道245号黄檗停車場線（宇治市五ケ庄西浦）
- 京滋バイパス（国道1号）宇治東IC
- 京都府道247号宇治公園線（宇治市宇治乙方）
- 京都府道3号大津南郷宇治線・京都府道15号宇治淀線・京都府道241号向島宇治線・京都府道248号平等院線（宇治市宇治妙楽・宇治橋西詰交差点、終点）

### 沿線にある施設など
- 京阪宇治線 観月橋駅
- 京都市立桃陵中学校
- 伏見公園
- 京都橘中学校・高等学校
- 京阪宇治線 桃山南口駅
- 京都桃山南口郵便局
- 京都府立桃山養護学校
- イズミヤ 六地蔵店
- MOMOテラス
- 京都信用金庫 六地蔵支店
- イトーヨーカドー 六地蔵店（2017年2月限りで閉店）
- JR奈良線・京都市営地下鉄東西線 六地蔵駅
- 京都中央信用金庫 六地蔵支店
- 宇治市立木幡小学校
- JR奈良線 木幡駅
- NTT西日本 南京都支店木幡第二別館
- 京都中央信用金庫 黄檗支店
- 宇治市立宇治小学校・黄檗中学校
- 宇治五ヶ庄郵便局
- 京都銀行木幡支店
- 学校法人京都黎明学院 京都芸術高等学校
- JR奈良線 黄檗駅
- 京阪宇治線 黄檗駅
- 宇治市立東宇治中学校
- 京都銀行 三室戸支店
- 旧京阪宇治バス宇治営業所（2014年3月限りで閉鎖）
- 宇治市源氏物語ミュージアム
- 京阪宇治線 宇治駅